# Солунски процес срещу Черна ръка
Солунският процес е съдебен военен процес срещу бившия ръководител на сръбското военно контраразузнаване полковник Драгутин Димитриевич, известен още и с псевдонима си - Апис. Непосредствено преди арестта и процеса срещу основният вдъхновител, ръководител и организатор на заговора, Димитриевич е заместник началник-щаб на Трета сръбска армия и лидер на тайната организация Черна ръка, отговорна за Сараевския атентат, който става и непосредствен повод за избухването на Първата световна война.
На 2 април 1917 г. са арестувани Димитриевич и група сръбски офицери принадлежащи към Черна ръка. Като повод за задържането им под стража послужва предполагаемата им съпричастност към заговор за убийството на принц-регента Александър Караджорджевич и премиера Никола Пашич.
В резултат от процеса продължил от 28 май до 5 юни 1917 г. на смърт са осъдени общо трима – Димитриевич, Любомир Вулович и доброволно поставилия се в разположение Раде Малобабич. Тримата са разстреляни на 26 юни на Солунското поле. Радица други сръбски офицери и войници са осъдени на различни срокове затвор. На 2 юни 1953 година делото е възобновено и Върховният съд на Народна република Сърбия реабилитира всички осъдени на Солунския процес.